# Резня в Эгалео
Резня в Эгалео (греч. Σφαγή του Αιγάλεω) — убийство вермахтом около 100 жителей пригорода Эгалео греческой столицы 29 сентября 1944 года, одно из многочисленных военных преступлений на территории Греции, совершённых оккупационными армиями в годы тройной, германо-итало-болгарской, оккупации Греции в 1941—1944 годах. Данное преступление было совершено за 13 дней до освобождения Афин отрядами Народно-освободительной армии Греции.

## Предыстория события
К началу 1944 года городские отряды ЭЛАС практически контролировали пригороды Афин, что выделяло на тот момент греческую столицу на фоне других оккупированных столиц Европы.
Оккупационные войска совершали налёты в пригороды, как правило в дневное время суток.
Восхищённый борьбой афинян французский эллинист Роже Милльекс писал, что Афины являлись «столицей европейского Сопротивления».
В августе 1944 года Национально-освободительный фронт Греции (ЭАМ) провёл в Эгалео выборы. на которых мэром был избран член компартии Греции, Яннис Бадзакидис. Назначенное правительством квислингов правление муниципалитета было изгнано. ЭЛАС потребовал от жандармерии или примкнуть к городским отрядам партизан или покинуть пригород.
Немцы, готовившиеся покинуть Афины, были обеспокоены событиями. Через Эгалео проходила известная с древности «Священная дорога», по сути единственная дорога, позволявшая им уйти из города.

## Событие
Утром 29 сентября состоялся незначительный эпизод. 2 немецких мотоциклиста были остановлены у блокпоста на въезде в Эгалео двумя местными юношами. После обмена несколькими выстрелами, раненные мотоциклисты пали в реку Кифисос и по её руслу выбрались в свою часть.
В тот же день из Афин выступил немецкий батальон, получивший приказ очистить дорогу. Первыми жертвами стали два греческих студента, говоривших на немецком. После короткого разговора на немецком, оба были расстреляны на месте.
По другой информации, немецкий батальон выступил не из Афин, а из находящегося западнее Эгалео пригорода Дафни
Вступившие в Эгалео немецкие солдаты первоначально убили на своём пути 31 безоружных жителя, не имевших никакого отношения к предшествовавшему эпизоду. Блокированное в своих домах, мужское население старше 15 лет было сожжено заживо. Было сожжено около 100 домов.
Согласно некоторым источникам, резня была остановлена после прибытия в Эгалео Архиепископа Дамаскина.
.

## После резни
На следующий день (30-9-1944) городские отряды ЭЛАС организовали на въездах в Эгалео пулемётные точки, чтобы исключить повторения внезапного налёта. 41 обугленных трупа были похоронены у церкви Св. Спиридона. Другие были захоронены на 3-м Пирейском кладбище и у церкви Св. Василия в Перистери. За это военное преступление никто по сегодняшний день не понёс наказания.
Есть некоторые расхождения в числах погибших жителей Эгалео.
Манолис Глезос, во втором томе своей книги о Национальном Сопротивлении 1940-45, упоминает 65 убитых в этот день в Эгалео, вероятно учитывая только сожжённых и не учитывая расстрелянных перед этим 31 жителей
Число 31+65 упоминают энциклопедия «Илион» и Всегреческий комитет Национального Сопротивления.
Муниципалитет Эгалео установил памятник погибшим 29 сентября 1944 года.
В ознаменование 70-летия убийства своих граждан, муниципалитет организовал в октябре 2014 года «Антифашистский месяц памяти и совести».

## Внешняя ссылка
- Δήμος Αιγάλεω — 70 χρόνια από τη «Σφαγή του Αιγάλεω»